# MC Alger
MC Algiers (Mouloudia Club d'Alger) (arabă مولودية الجزائر)  este un club algerian de fotbal din Alger, fondat în 1921. Culorile clubului sunt roșu și verde. Stadionul pe care își joacă meciurile de acasă este Stade 5 Juillet 1962. Este considerat unul dintre cele mai populare cluburi de fotbal algeriene.

## Palmares
- Championnat National Algeria: 9

1972, 1975, 1976, 1978, 1979, 1999, 2010, 2024, 2025
- Cupa Algeriei: 6

1971, 1973, 1976, 1983, 2006, 2007
- Supercupa Algeriei: 2

2006, 2007
- Liga Campionilor CAF: 1

1976
- Cupa Campionilor Maghrebului: 2

1972, 1974

## Performanțe în competițiile CAF
- Liga Campionilor CAF: 1 apariții

2000 - prima rundă
- Cupa Campionilor Africii: 4 apariții

1976: Campion
1977: sferturi
1979: a II-a rundă
1980: sferturi
- Cupa Confederațiilor CAF: 1 appearance

2008 - a II-a rundă
- Cupa Cupelor CAF: 2 apariții

1983 - sferturi
1984 - a II-a rundă